# Pied-noir

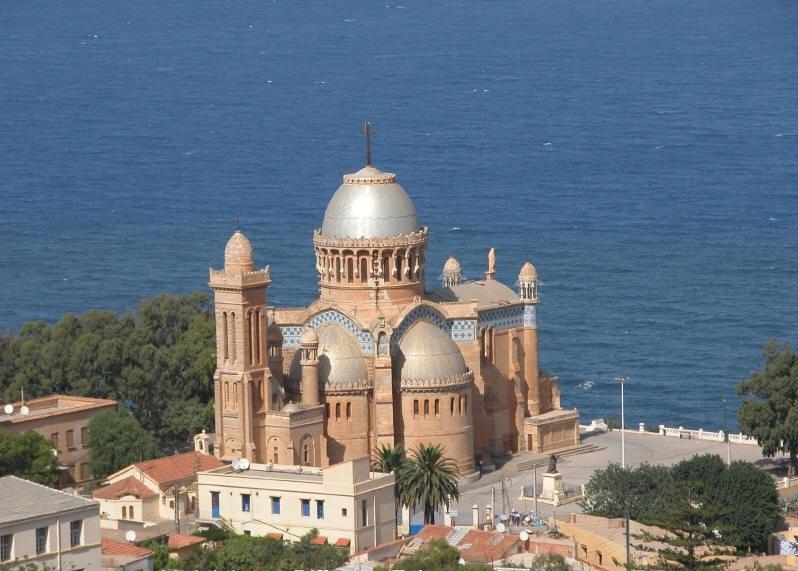
Notre Dame d'Afrique, een kerk gebouwd door de Franse pieds-noirs in Algiers

Onofficiële vlag van de pied-noir.

Pied-noir (vert. uit Frans: zwartvoet), meervoud pieds-noirs, is een term die wordt gebruikt om de kolonisten (colons) in Algerije aan te duiden tot het einde van de Algerijnse Oorlog in 1962. In een bredere betekenis wordt de term ook gebruikt voor Fransen die Marokko of Tunesië verlaten hebben toen die landen onafhankelijk werden.

## Geschiedenis
De zwartvoeten waren Franse nationalisten, Sefardische Joden en kolonisten uit andere Europese landen zoals Spanje, Italië en Malta, die geboren werden in Algerije. Vanaf de Franse invasie in 1830 tot de dag van de Algerijnse onafhankelijkheid in 1962 vormde Algerije, in tegenstelling tot andere kolonies, drie departementen die deel uitmaakten van Frankrijk. Bij de onafhankelijkheid waren er rond de 1 miljoen pieds-noirs, ongeveer 10% van de bevolking. Ze bezaten het meeste en beste land. De Algerijnen, in de volksmond aangeduid als 'moslims' of 'inheemsen' (Frans: indigènes), waren uitgesloten van stemrecht. Ze konden weliswaar de Franse nationaliteit verkrijgen, maar dit hield in dat ze hun religie moesten afzweren. Dit gebeurde dan ook vrijwel niet.
Hoewel de meeste pieds-noirs een Franse achtergrond hadden, moedigde de Franse regering kolonisatie actief aan, en wierf ook kolonisten in andere Mediterrane landen, zoals Spanje, Italië en Malta. Sefardische Joden kregen krachtens een decreet van de Franse minister Cremieux eveneens de Franse nationaliteit en gingen vanaf toen eveneens tot de pieds-noirs behoren. Zij werden tijdens het Vichy-bewind gediscrimineerd, maar niet gedeporteerd. Sommige historici schrijven dit toe aan het feit dat de Asmogendheden de Middellandse Zee niet volledig beheersten. Na de bevrijding in 1942 werden zij in hun rechten hersteld. De pieds-noirs bestreken een wijd sociaal scala, van kleine boeren, artsen, handelaars, ambtenaren tot grootgrondbezitters (grand-colons).
Pieds-noirs raakten na verloop van tijd geïsoleerd. Enerzijds waren ze vervreemd van de lokale bevolking, die grotendeels langs hen heen leefde. Anderzijds hadden ze ook weinig met Frankrijk, waar veel van hen nooit voet hadden gezet.
De Tweede Wereldoorlog verstoorde de verhoudingen. De Algerijnen eisten erkenning voor het feit dat velen van hen als soldaat in de Franse legers hadden gevochten en gestorven waren. De Franse regering voerde in 1947 wat halfhartige hervormingen door en verleende een grote groep Algerijnen de Franse nationaliteit. Dit ging de pieds-noirs te ver en de Algerijnse bevrijdingsbewegingen niet ver genoeg. Ook de dekolonisatie, de onafhankelijkheid van andere landen, en de Franse nederlagen in Frans-Indochina versterkten het zelfvertrouwen van de Algerijnen. De pieds-noirs waren echter over het algemeen niet onder de indruk en verwachtten zelfs tijdens de oorlog dat de Franse regering de opstand de kop zou kunnen indrukken. Toen de Vierde Franse Republiek hier niet toe in staat leek, steunden zij het aan de macht brengen van Charles de Gaulle, in de hoop dat hij Algerije kon redden zoals hij in de Tweede Wereldoorlog Frankrijk had gered. Toch begonnen sinds 1957 een deel van de pieds-noirs Algerije te verlaten omwille van de onzekerheid en het geweld.
Toen in 1961-1962 het duidelijk werd dat Algerije onafhankelijk zou worden, begon de uittocht van pieds-noirs. De akkoorden van Évian in aanloop naar de Algerijnse onafhankelijkheid voorzagen bescherming voor de Europeanen. Er werd een overgangsperiode van drie jaar voorzien, en ook als ze de Algerijnse nationaliteit niet aannamen, zouden ze als vreemdeling in het land kunnen blijven. Maar de akkoorden werden op het terrein niet gerespecteerd. Er volgde een aantal gewelddadige incidenten, waaronder het bloedbad van Oran, waarin een grote groep Europeanen door woedende Algerijnen werd gedood. In de lente van 1962 vluchtten 690.000 Europeanen Algerije. Sommigen verlieten overhaast het land met niets anders dan een koffer met kleren, en een aantal steden liep zelfs half leeg. Ongeveer 100.000 pieds-noirs kozen ervoor om te blijven, maar 50.000 hiervan emigreerden later toch. In de kuststad Annaba is nog steeds een groot aantal pied-noirs.
De meeste pieds-noirs vertrokken naar Frankrijk, en gingen in het zuiden wonen waar het klimaat mediterraan is. Velen vestigden zich in Corsica waar de Franse staat hen uitgestrekte domeinen landbouwgrond toekende ten nadele van de lokale Corsicaanse boeren. Anderen kozen voor Nieuw-Caledonië, Italië, Spanje, Australië of Amerika. Veel Sefardische Joden kozen voor Israël.
De Franse regering bleek de instroom van vluchtelingen te hebben onderschat. Hoewel er fondsen beschikbaar waren voor hun integratie en schadeloosstelling, waren die niet toereikend. Terwijl de grootgrondbezitters vaak voldoende vermogen hadden om de overstap soepel te maken, gold dat niet voor de middenklasse. Zij moesten in Frankrijk helemaal opnieuw beginnen, en werk beneden hun niveau accepteren. Bovendien werden ze door veel Fransen met de nek aangekeken. Enerzijds zagen veel linkse bewegingen hen als de oorzaak voor de lange pijnlijke Algerijnse Oorlog. Een veel voorkomend vooroordeel luidde dat pieds-noirs allemaal grootgrondbezitters en uitbuiters waren, die een lesje in nederigheid hadden verdiend. Anderzijds moesten ze met de lokale bevolking concurreren om banen, wat eveneens antipathie opleverde. Daarbij voelden ze zich verraden door de regering die ze zelf mede in het zadel hadden geholpen.